# Gorik Gardeyn
Gorik Gardeyn (født 17. marts 1980) er en belgisk tidligere professionel cykelrytter.